# Пекко
Пекко (итал. Pecco) — коммуна в Италии, располагается в регионе Пьемонт, в провинции Турин.
Население составляет 223 человека (2008 г.), плотность населения составляет 223 чел./км². Занимает площадь 1 км². Почтовый индекс — 10080. Телефонный код — 0125.
Покровителем коммуны почитается святой Мартиниан, празднование 2 июля.

## Демография
Динамика населения:

## Администрация коммуны
- Официальный сайт: https://web.archive.org/web/20080608195516/http://www.invalchiusella.it/pecco/pecco.htm